# Sieweczkowate
Sieweczkowate (Charadriidae) – rodzina ptaków z rzędu siewkowych (Charadriiformes). 

## Występowanie
Rodzina obejmuje gatunki występujące od morskich wybrzeży po górskie łąki, zamieszkujące cały świat poza Antarktydą. 

## Cechy charakterystyczne
Ptaki te charakteryzują się następującymi cechami:
- ptaki małe lub średnie
- dość duża głowa i krótka szyja
- stosunkowo krótkie i cienkie dziób i nogi, przystosowane do brodzenia. Tylny palec nóg jest nieco wyżej niż pozostałe lub zanika, co decyduje o tym, że są dobrymi biegaczami
- szczątkowa błona pławna między palcami. Tylko płatkonogi mają błony pławne na palcach[5]
- dość długie skrzydła pozwalają na wytrwały i zręczny lot
- w wyniku całkowitego pierzenia, zaraz po gniazdowaniu, skromniejsze upierzenie letnie jest zastąpione godowym. Przed gniazdowaniem dochodzi do drugiego częściowego pierzenia
- słabo wykształcony kciuk
- w czasie toków wydają charakterystyczny głos, wykonują specjalne ruchy w locie, a niektóre samce walczą ze sobą
- słabo zaznaczony dymorfizm płciowy i sezonowy
- w zniesieniu średnio 2 do 4 jaj w gniazdach na ziemi
- pisklęta są zagniazdownikami, wkrótce po wykluciu opuszczają gniazdo. Pokryte są gęstym puchem w barwach ochronnych
- wysiadują oboje rodzice lub samica (wyjątkiem jest mornel (Charadrius morinellus), u którego wysiadywaniem zajmuje się samiec)
- w czasie zagrożenia pisklęta rozpłaszczają się na ziemi, a rodzice starają się odstraszyć intruza krzykiem lub udając osobniki kalekie odwieść go od gniazda.

## Systematyka
Do rodziny należą następujące podrodziny:
- Pluvialinae C.T. Wood, 1835 – siewki
- Charadriinae Leach, 1820 – sieweczki